# Termodinamica de echilibru
Termodinamica de echilibru este ramura termodinamicii care se ocupă cu studiul transformărilor materiei și energiei în sisteme în echilibru termodinamic. Cuvântul „echilibru” implică o stare de echilibru. La origine, termodinamica de echilibru provine din analiza ciclului Carnot. Aici, un sistem, format dintr-un cilindru cu gaz, inițial în stare de echilibru termodinamic, este dezechilibrat prin introducerea de căldură (presupusă o reacție de ardere). Apoi, printr-o serie de pași, pe măsură ce sistemul revine la starea sa inițială de echilibru, se obține lucrul mecanic.
Într-o stare de echilibru, potențialele (forțele motrice) din cadrul sistemului sunt în echilibru perfect. O aplicație esențială a termodinamicii de echilibru se formulează astfel: fiind dat un sistem într-o stare inițială bine definită de echilibru termodinamic, supus unor constrângeri specificate cu precizie, când constrângerile sunt modificate de o intervenție externă să se calculeze care va fi starea sistemului odată ce acesta a atins un nou echilibru. O stare de echilibru este constatată matematic prin obținerea extremelor unei funcții de potențial termodinamic, a cărei natură depinde de constrângerile impuse sistemului. De exemplu, o reacție chimică la temperatură și presiune constantă va atinge echilibrul la un minim al entalpiei libere (Gibbs) a componentelor sale și un maxim al entropiei.
Termodinamica de echilibru diferă de termodinamica de neechilibru, prin aceea că la aceasta din urmă de obicei starea sistemului supus investigației nu va fi uniformă, ci va varia local cu privire la distribuțiile de energie, entropie și temperatură pe măsură ce se impun gradienții prin fluxuri termodinamice disipative. Prin contrast, în termodinamica de echilibru starea sistemului va fi considerată uniformă peste tot, definită macroscopic prin cantități precum temperatura, presiunea sau volumul. Sistemele sunt studiate în funcție de schimbările de la o stare de echilibru la alta; o astfel de modificare se numește proces termodinamic.